# Bogusław Pałka (prezydent Zabrza)
Bogusław Pałka (ur. 27 października 1934 w Nowej Wsi, zm. 17 lipca 2010) – polski działacz partyjny i samorządowy, w latach 1974–1978 prezydent Zabrza, w latach 1978–1981 I sekretarz Komitetu Miejskiego PZPR w Dąbrowie Górniczej.

## Życiorys
Syn Józefa i Marii. W 1962 wstąpił do Polskiej Zjednoczonej Partii Robotniczej. W 1969 wybrany do Miejskiej Rady Narodowej w Zabrzu, od 1972 do 1973 był sekretarzem ds. propagandy tamtejszego Komitetu Miejskiego PZPR. Następnie od 1 stycznia 1974 do 20 października 1978 sprawował funkcję pierwszego prezydenta Zabrza po reaktywacji funkcji prezydenta. Od listopada 1978 do października 1981 pozostawał I sekretarzem Komitetu Miejskiego PZPR w Dąbrowie Górniczej. Został członkiem Wojewódzkiej Komisji Rewizyjnej (1975–1979) oraz członkiem (1979–1981) Komitetu Wojewódzkiego PZPR w Katowicach. Przez wiele lat pracował jako dyrektor Wydziału Urzędu Wojewódzkiego w Katowicach.
20 lipca 2010 pochowany na Centralnym Cmentarzu Komunalnym w Katowicach.